# Rhodalsine gayana
Rhodalsine gayana är en nejlikväxtart som först beskrevs av Philip Barker Webb och Christ, och fick sitt nu gällande namn av J. Holub. Rhodalsine gayana ingår i släktet Rhodalsine och familjen nejlikväxter. Inga underarter finns listade i Catalogue of Life.